# Bolbonota pictipennis
Bolbonota pictipennis är en insektsart som beskrevs av Leon Fairmaire. Bolbonota pictipennis ingår i släktet Bolbonota och familjen hornstritar. Inga underarter finns listade i Catalogue of Life.